# جيان (سيف)
جيان (بالصينية التقليدية: 劍) (بالصينية المبسطة: 剑) هو قسم من السيوف الصينية بجانب قسم سيوف الداو الصينية. والجيان هو سيف مستقيم ذو حدين تم استخدامه خلال آخر 2500 عام في الصين. تعود المصادر الصينية الأولى التي تذكر الجيان إلى القرن السابع قبل الميلاد، خلال فترة الربيع والخريف ؛ أحد أقدم العينات هو سيف غوجيان . تحتوي الإصدارات التاريخية بيد واحدة على شفرات يتراوح طولها من 45 إلى 80 سم (18 إلى 31 بوصة). يتراوح وزن السيف المتوسط الذي يبلغ طول نصله 70 سم (28 بوصة) ما بين 700 إلى 900 جرام (1.5 إلى 2 رطل).  هناك أيضًا نسخ أكبر حجمًا تستخدم في التدريب على العديد من أنماط فنون الدفاع عن النفس الصينية .
يُشار إلى ممارسي الجيان المحترفين باسم جيانكي (بالصينية :劍客) ويترجم إلى "ضيوف السيف" أو "المبارزون"، وهو مصطلح يعود تاريخه إلى أسرة هان.
يُعرف في الفولكلور الصيني باسم "رجل الأسلحة " ويعتبر أحد الأسلحة الأربعة الرئيسية، إلى جانب البندقية (العصا)، وتشيانغ (الرمح)، والداو (قسم من السيوف الصينية). يُشار إلى هذه السيوف أيضًا أحيانًا باسم تايجي جيان أو " سيوف تاي تشي "، مما يعكس استخدامها الحالي كأسلحة تدريب لممارسي تاي تشي، على الرغم من عدم وجود أنواع جيان تاريخية تم إنشاؤها خصيصًا لتاي تشي.

## أجزاء الجيان
يحمي المقبض اليد من الشفرة المتعارضة. تتنوع أشكال المقبض التي تحمي اليد، ولكن غالبًا ما يكون لها أجنحة قصيرة أو فصوص تشير إما إلى الأمام أو إلى الخلف. غالبًا ما كان لدى نسخ الجيان المبكرة مقابض حماية صغيرة وبسيطة. من فترتي سونغ ومينغ، يمكن لمقابض الحماية أن تتميز بأشكال حيوانية، أو عوارض وخيوط. ظهرت أقلية من الجيان بمقابض على شكل قرص مشابهة بالداو.
يمكن لمقبض جيان أن يستوعب قبضة كلتا يديه أو يد واحدة بالإضافة إلى إصبعين أو ثلاثة أصابع من اليد الأخرى. جيان ذو يدين يصل طوله إلى 1.6 متر (63 بوصة) والمعروف باسم شوانغشو جيان ، كان موجودًا ولكنه لم يكن شائعًا مثل الإصدار بيد واحدة. يمكن استخدام المقبض الأطول ذو اليدين كرافعة لقفل ذراع الخصم إذا لزم الأمر. عادة ما تكون المقابض مصنوعة من الخشب المخدد أو مغطاة بجلد الراي ، مع لف أقلية بحبل.
يتم الانتهاء من نهاية المقبض بحلق لتحقيق التوازن، ولمنع المقبض من الانزلاق عبر اليد إذا كان يجب تخفيف قبضة اليد، ولضرب الخصم أو محاصرته بحسب الفرصة المطلوبة - كما هو الحال في تقنيات "السحب". تاريخيًا، تم لصق الحلق على طرف النصل؛ وبالتالي يتم تجميع الشفرة والحارس والمقبض والحلق معًا كوحدة صلبة واحدة. يتم تجميع معظم جيان القرن الماضي أو نحو ذلك باستخدام تانغ ملولب يتم تثبيت الحلق أو صامولة الحلق عليه.
في بعض الأحيان يتم ربط شرابة بالمقبض. خلال عهد أسرة مينغ، كان يتم تمريرها عادةً من خلال الحلق المخرم ، وفي عهد أسرة تشينغ من خلال ثقب في المقبض نفسه؛ عادةً ما تربط السيوف الحديثة الشرابة بنهاية الحلق. تاريخيًا، من المحتمل أنها كانت تستخدم كحبال تعليق ، مما يسمح للاعب بالاحتفاظ بالسيف في القتال. هناك بعض أشكال السيوف التي تستخدم الشرابة كجزء لا يتجزأ من أسلوب المبارزة (أحيانًا بشكل هجومي)، بينما تستغني المدارس الأخرى عن شرابات السيف تمامًا. ربما تكون حركة الشرابة قد عملت على تشتيت انتباه المعارضين، وتزعم بعض المدارس أيضًا أن الأسلاك المعدنية أو الحبال الحريرية الرقيقة كانت تُستخدم في الشرابات لإعاقة الرؤية والتسبب في النزيف عند اجتياحها على الوجه.[بحاجة لمصدر] أصبح استخدام الشرابة الآن زخرفيًا في المقام الأول.
يتم تقسيم النصل نفسه عادةً إلى ثلاثة أقسام للاستفادة من التقنيات الهجومية والدفاعية المختلفة. طرف النصل هو جيانفينغ ، وهو مخصص للطعن والقطع والقطع الإيقاعي السريع. عادةً ما ينحني جيانفينغ بسلاسة إلى نقطة ما، على الرغم من أن النقاط ذات الزوايا الحادة كانت شائعة في فترة مينغ. تحتوي بعض التحف على نقاط مستديرة، على الرغم من أنها قد تكون نتيجة التآكل. الجزء الأوسط هو زانغجرينغ أو الحافة الوسطى، ويستخدم لمجموعة متنوعة من الإجراءات الهجومية والدفاعية: قطع الشق، وقطع السحب، والانحرافات. يُطلق على قسم النصل الأقرب إلى الحارس اسم جيانغن أو الجذر، ويستخدم بشكل أساسي في الإجراءات الدفاعية؛ في بعض فترات جيان المتأخرة، تم تحويل قاعدة النصل إلى ريكاسو . هذه المقاطع ليست بالضرورة بنفس الطول، حيث يبلغ طول جيانفينج ثلاث أو أربع بوصات فقط.
تتميز شفرات جيان بشكل عام بتناقص جانبي دقيق (تناقص العرض)، ولكن غالبًا ما يكون لها استدقاق بعيد كبير (تناقص السُمك)، حيث يكون سمك الشفرة بالقرب من الطرف نصف سمك قاعدة الجذر فقط. قد تتميز جيان أيضًا بالشحذ التفاضلي، حيث يتم جعل الشفرة أكثر حدة بشكل تدريجي نحو الطرف، وعادةً ما تتوافق مع الأقسام الثلاثة للشفرة. عادةً ما يكون المقطع العرضي للشفرة عدسيًا (على شكل عين) أو ماسيًا مسطحًا، مع حافة مركزية مرئية؛ يحتوي جيان البرونزي القديم أحيانًا على مقطع عرضي سداسي.

## مواد الجيان

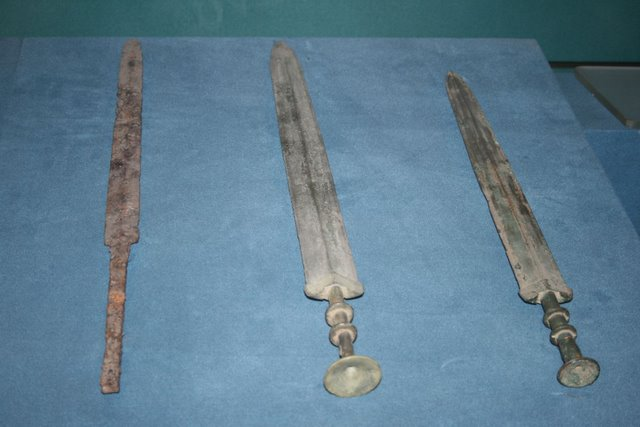
سيف حديدي وسيوفين من البرونز من فترة الممالك الصينية المتحاربة

كانت جيان مصنوعة في الأصل من البرونز ، ثم من الفولاذ مع تقدم تكنولوجيا المعادن. هناك بعض الجيان، ربما الاحتفالية ، المنحوتة من قطعة واحدة صلبة من اليشم .
عادةً ما تكون شفرات جيان التقليدية مصنوعة من هيكل سانمي (ثلاثة ألواح)، والتي تتضمن وضع قلب من الفولاذ الصلب بين لوحين من الفولاذ الأكثر ليونة. تبرز اللوحة المركزية قليلاً من القطع المحيطة بها، مما يسمح بحافة حادة، بينما يحمي العمود الفقري الأكثر ليونة القلب الهش. تحتوي بعض الشفرات على بناء وومي أو خمسة ألواح، مع استخدام لوحين ناعمين آخرين في الحافة المركزية.  غالبًا ما يتم تصنيع الجيان البرونزي بطريقة مشابهة إلى حد ما: في هذه الحالة، سيتم استخدام سبيكة ذات محتوى نحاسي عالي لصنع قلب مرن وعمود فقري، في حين أن الحافة ستصنع من سبيكة ذات محتوى عالي من القصدير الحدة وملحومة على بقية النصل.
غالبًا ما يُنسب الفضل إلى حداد السيوف في الصين في تقنيات الحدادة التي سافرت إلى فيتنام واليابان وكوريا للسماح لصانعي السيوف هناك بصنع أسلحة مثل كاتانا . وتشمل هذه التقنيات طي السبائك وإدراجها والتصلب التفاضلي للحافة.  في حين أن اليابانيين سيكونون أكثر تأثرًا بالداو الصيني ( سيوف ذات حد واحد بأشكال مختلفة)، فإن السيوف اليابانية المبكرة المعروفة باسم كين غالبًا ما تعتمد على جيان. تُعرف النسخة الكورية من جيان باسم جيوم أو صمغ ، وغالبًا ما تحافظ هذه السيوف على الميزات الموجودة في جيان عصر مينغ، مثل الحلق المخرم والنصائح ذات الزوايا الحادة.
تُستخدم السيوف الخشبية في مدارس الفنون القتالية للتدريب، لذا فإن أول تجربة لمعظم طلاب الفنون القتالية مع الجيان في العصر الحديث كانت باستخدام أحد تلك الأسلحة. قبل أن تكون المدارس وسيلة رسمية لنقل المعرفة بالسيف، كان الطلاب يبدأون بعصا خشبية بسيطة عند التدريب مع معلمهم.  في بعض الطوائف الطاوية الدينية ، أصبحت تلك السيوف الخشبية ذات غرض طقوسي مقصور على فئة معينة . يدعي البعض أن هذه السيوف الخشبية تمثل مجازيًا انضباط الطالب المتفوق.
غالبًا ما يتم تشكيل إصدارات جيان المعاصرة (يتم تشكيلها بالحرارة والمطرقة) ويتم تجميعها بطرق تقليدية في الغالب لتدريب ممارسي فنون الدفاع عن النفس الصينية حول العالم. تختلف هذه الجيان بشكل كبير من حيث الجودة والدقة التاريخية.
أحيانًا ما تكون قطع جيان المعاصرة مزيفة (تم تقادمها بشكل مصطنع وتم تحريفها على أنها تحف أصلية)، للبيع للسياح وهواة جمع التحف الذين لا يستطيعون تمييزها عن التحف الحقيقية.

## الاستخدام التاريخي

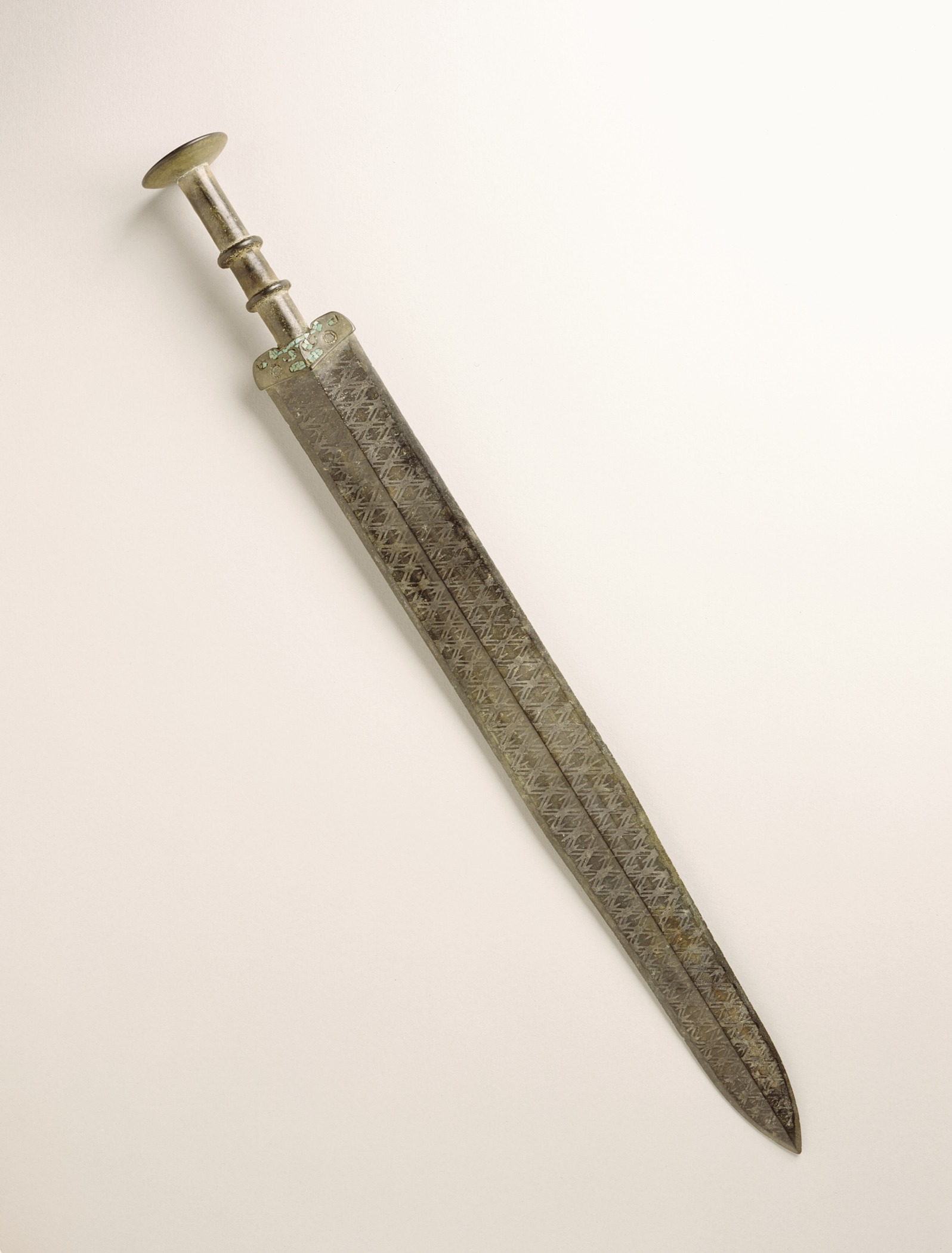
جيان برونزي من فترة الممالك الثلاث.

كانت جيان تشبه في الأصل الخناجر البرونزية ذات الحدين بأطوال متفاوتة، وقد وصلت إلى الأطوال الحديثة بحلول عام 500 قبل الميلاد تقريبًا. على الرغم من وجود اختلاف كبير في طول وتوازن ووزن الجيان من فترات مختلفة ، إلا أن الغرض العام من الجيان خلال أي فترة معينة هو أن يكون سلاحًا متعدد الأغراض للقطع والدفع قادرًا على الطعن، بالإضافة إلى إجراء عمليات قطع دقيقة وضربات. الخطوط المائلة، بدلاً من التخصص في شكل واحد من أشكال الاستخدام. على الرغم من أن الأشكال والمدارس العديدة لمهارة استخدام السيف تختلف أيضًا، إلا أن الغرض العام والاستخدام لم يضيع بعد.
خلال سلالتي تشين وهان ، أول سلالتين وحدتا الصين، كان جيان من أسرة تشو البائدة آنذاك يحظى بتقدير كبير للغاية . أصبحت تشو مشهورة بشكل خاص بسيوفها بعد غزو ولاية يو ، التي اشتهرت سابقًا بسيوفها، والتي نسبت تقنيات السيف الخاصة بها إلى امرأة جنوبية من أصل غير معروف يُشار إليها باسم يوينو .
من بين محاربي الطين في قبر تشين شي هوانغ ، كانت الشخصيات التي تمثل الضباط مسلحة في الأصل بالجيان المصنوع من سبيكة من النحاس والقصدير وعناصر أخرى بما في ذلك النيكل والمغنيسيوم والكوبالت. عثر علماء الآثار المعاصرون على العديد من السيوف البرونزية ذات الحدين، لكن معظمها سُرق منذ قرون مضت، بالإضافة إلى أذرع وأقواس الرجال المجندين .
كان أصحاب جيان التاريخيون ينخرطون في اختبار قطع يسمى شيزان ، ويمارسون مهاراتهم على أهداف تُعرف باسم كاورين ، أو "رجال العشب". وكانت هذه الأهداف مصنوعة من الخيزران أو قش الأرز أو الشتلات. على الرغم من تشابهه مع فن تاميشيجيري الياباني ، لم يتم إضفاء الطابع الرسمي على شيزان أبدًا إلى الحد الذي كان عليه الفن الأخير.
اليوم العديد من فنون الدفاع عن النفس الصينية مثل تاي تشي وفناني الدفاع عن النفس لا يزالون يتدربون على نطاق واسع مع جيان والخبرة في تقنياتها يقول الكثير منهم إنها أعلى تعبير جسدي عن الكونغ فو الخاص بهم. تشمل أشكال جيان الشهيرة سانكاي جيان (三才劍)، كونوو جيان (崑吾劍)، ودانغ شوانمن جيان (武當玄門劍)، وتايجيان (太極劍). معظم الجيان اليوم عبارة عن تاي تشي أو الووشو جيان المرن الذي يستخدم بشكل أساسي لأغراض الاحتفالات أو الأداء وليس للقتال الفعلي. تحتوي هذه السيوف على شفرات رفيعة للغاية أو درجة عالية من المرونة مقارنة بجودة جيان في ساحة المعركة التاريخية ، وهي خصائص تهدف إلى إضافة جاذبية سمعية وبصرية لأداء الووشو. هذه الخصائص نفسها تجعلها غير مناسبة للقتال الدقيق تاريخيًا.

## الاستخدام العسكري
منذ عام 2008، يتم منح ضباط البحرية الصينية سيوفًا احتفالية تشبه جيان التقليدية.  كل سيف محفور عليه اسم صاحبه بعد التخرج من الأكاديمية العسكرية .

## تايجيجيان
في الوقت الحاضر، تُمارس أشكال تايجيجيان عادةً لأغراض التمارين تمامًا مثل تاي تشي. تركز التدريبات بشكل أقل على الشكل المادي للسلاح وأكثر على اكتساب قدر أكبر من التوازن والتنسيق من خلال أداء الحركات البطيئة. لذا فإن سيوف تاي تشي للتمارين اليومية تختلف عادة عن السيوف المذكورة أعلاه. بشكل عام، فهي ليست خطيرة، ذات حواف مستديرة بدون شفرة حادة، وقابلة للسحب لسهولة الاستخدام.[بحاجة لمصدر]

## الأساطير والتراث

### قصص الثمانية الخالدون
هناك العديد من الخالدين الطاويين المرتبطين بالجيان . أحد الأمثلة هو لو دونغبين . بوديساتفا مانجوسري ( الفصل :文殊 وينشو ) غالبًا ما يتم تصويره وهو يحمل جيان ، والذي يشار إليه بعد ذلك باسم "سيف الحكمة".
كثيرًا ما يظهر جيان في روايات وأفلام ووشا . قد تكون السيوف أو التقنيات المستخدمة في استخدامها خارقة للطبيعة بشكل فعال أو صريح،  وقد يكون البحث عن مثل هذه السيوف أو التقنيات عنصرًا رئيسيًا في الحبكة.